# Lebzelterei- und Wachsziehermuseum Pfaffenhofen

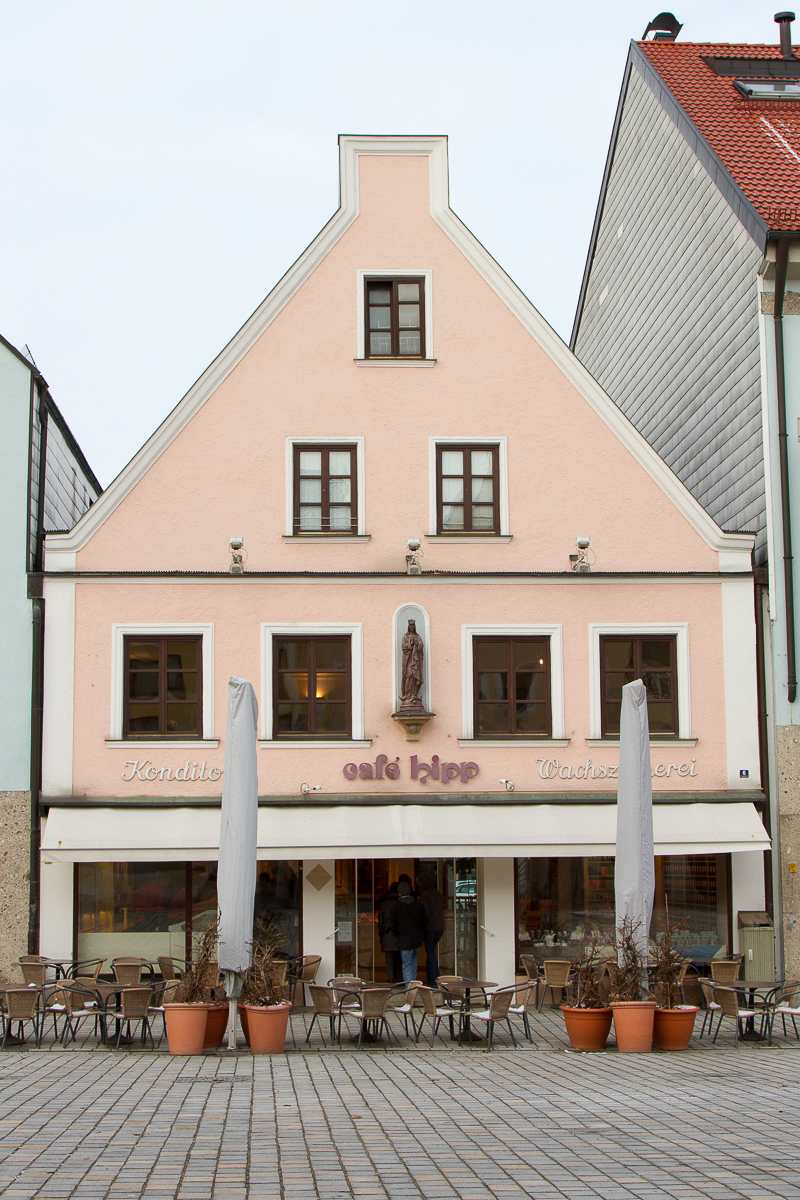
Café Hipp – Ort des Museums

Das Lebzelterei- und Wachsziehermuseum Pfaffenhofen befindet sich in den Räumen des Café Hipp am Hauptplatz 6 der Kreisstadt Pfaffenhofen an der Ilm. In dem ehemals denkmalgeschützten Anwesen, das mittlerweile durch einen Neubau ersetzt wurde,  wurde seit 400 Jahren das selten gewordenen Handwerk der Lebzelterei und Wachszieherei betrieben.

## Geschichte
Die verwitwete Inhaberin der traditionsreichen Lebzelterei in Pfaffenhofen, Maria Seidl, geb. Urban, verkaufte im Jahre 1897 das Anwesen an Joseph Hipp, der schon vier Jahre im Betrieb mitgearbeitet hatte. Dieser heiratete im gleichen Jahr Maria Ostermayer und produzierte weiterhin für sein Ladengeschäft und die jährlichen Dultstände. Er belieferte 80 Pfarreien mit Kirchenwachs und 60 Händler mit Süßigkeiten und Kerzen, bzw. Wachsstöcken für den Hausgebrauch. Auch eine große Menge an Honig-Met wurde in Flaschen und Fässern verkauft.

### Entstehung von Hipp’s Kinderzwiebackmehl
Als im Jahr 1899 die Zwillinge Viktoria und Josef zur Welt kommen, hatte die Mutter Probleme mit dem Stillen. Deswegen begann ihr Ehemann Joseph in der Backstube einen Brei aus Zwiebackmehl als nahrhafte Babykost herzustellen. Da ihre Kinder prächtig gediehen, empfahlen die Hipps dies auch ihren Kunden und warben bald dafür in den Zeitungen. 1926 wurden von „Hipp’s Kinderzwiebackmehl“ schon über 6.000 Packungen verkauft und 1931 waren es 86.763 Packungen, beachtlich für einen Familienbetrieb. Deshalb übergab die verwitwete Maria Hipp 1932 ihrem Sohn Georg Hipp notariell das Geschäft zur Herstellung von Kindermehl. Es entstand die Firma „Nährmittel Hipp“, die er zu einem führenden Hersteller von Säuglingsnahrung ausbaute. Der Pionier stellte als Erster in Deutschland industriell Nahrung für Babys zunächst in Dosen und kurze Zeit später in Gläsern her. 1967 übernahm sein Sohn Claus Hipp die Leitung. Heute ist die Hipp Holding eine beachtliche Aktiengesellschaft, die aber immer noch ihr Hauptwerk in Pfaffenhofen hat, wo der Anfang in der ehemaligen Weilhammer-Hopfenhalle an der Münchner Straße gemacht worden war.

### Weiterentwicklung des Stammgeschäfts
Das Stammgeschäft, die Lebzelterei und Wachszieherei, ging 1932 an die Kinder Dora und Hans Hipp, Als Hans Hipp 1946 die Münchnerin Margarete Regnet heiratete, übernahmen beide das Geschäft und gestalteten es um, eine neue Backstube wurde gebaut.
Im Jahr 1976 übernahmen Bernadette und Hans Hipp jun. das Geschäft und entwickelten es weiter zu einem modernen Gastronomie-Unternehmen, dem Café Hipp mit seinem integrierten Museum. Im Jahr 1989 entstand die Hipp-Passage mit ihrer Verbindung zur Löwenstraße. Seit 2013 arbeitete der Sohn Dominik im Betrieb mit und übernahm diesen am 1. Mai 2016.

## Ausstellung
Die alte Wachszieherei ist heute zum Museum geworden. In ihr kann man das traditionsreiche Handwerk anschaulich nachvollziehen und die traditionellen Produkte kennenlernen. Durch Vorträge vor Gruppen gibt der Seniorchef Einblicke in die Geschichte des Handwerks.

## Führungen im Museum
In der Lebzelten- und Kerzenzeit von Oktober bis Dezember und vor Ostern gibt Hans Hipp mitten in der alten Wachszieherei, dem heutigen Museum, in dem über 60 Personen Platz nehmen können, einen einstündigen Vortrag. Der Besucher erhält einen Einblick in die Herstellung der gezogenen Kerzen, in das religiöse und profane Brauchtum des Wachsstocks und der Lebzelten und über die medizinhistorische und religiöse Bedeutung der wächsernen Votivgaben, die bei noch aus den jahrhundertealten Modeln gegossen werden.